# Ministério Público do Estado da Bahia
O Ministério Público do Estado da Bahia (MPBA) é a instância estadual do Ministério Público no Estado da Bahia. Foi definido, enquanto instituição, pela primeira vez na Constituição Estadual de 1935, mantendo a sua configuração como órgão de defesa da lei na Constituição de 1947.
A sua sede está localizada na 5.ª Avenida do CAB, Centro Administrativo da Bahia, Salvador.
O procurador-geral de justiça baiano, desde 12 de março de 2014, é o promotor de justiça Márcio José Cordeiro Fahel, para o biênio 2015-2017. Entre 2010 e 2014, o Ministério Público da Bahia foi chefiado por Wellington César Lima e Silva.
Em 2013, o MPBA foi o primeiro colocado no "Prêmio CNMP", do Conselho Nacional do Ministério Público (CNMP), no tema "Defesa dos Direitos Fundamentais", com o Projeto 012/2012, chamado "O MP e os objetivos do milênio: saúde e educação de qualidade para todos".